# 龍潭 (大字)
龍潭，原稱龍潭陂，是臺灣桃園市龍潭區的一個傳統地域名稱，也是該區核心聚落，位於全區中部偏北。相較於今日行政區，其範圍大致與龍潭里相近。

## 歷史
台灣清治末期至日治初期，龍潭地區為一街庄，稱為「龍潭陂庄」，隸屬於桃澗堡。該庄西北及東北與黃泥塘庄為鄰，東南及西南與四方林庄為鄰。
1901年（明治三十四年）11月，全台設置二十廳，該庄隸屬於桃仔園廳。1903年（明治三十六年），改名桃園廳。1909年（明治四十二年）10月，合併二十廳為十二廳，該庄隸屬不變。1920年（大正九年），廢十二廳改設五州二廳，該庄改制並改名為「龍潭」大字，隸屬於新竹州大溪郡龍潭庄。
戰後龍潭庄改制為龍潭鄉，隸屬於新竹縣，大字亦改制為村。1950年桃、竹、苗分治，龍潭鄉改隸屬於桃園縣。2014年12月，桃園縣升格為直轄桃園市，龍潭鄉改制為龍潭區，村亦改制為里。

## 交通
省道台3線（北龍路、中正路、中豐路中山段）俗稱「內山公路」，是台北至屏東的內陸縱貫幹道，先以東北東—西南西走向轉西南—東北走向經過龍潭地區東北角，再以東北—西南走向經過本地區西北角外不遠處。由該道路向東北東可前往大溪、三峽、土城等地，向西南轉南再轉西南可前往關西、橫山、竹東下公館等地。
市道113號（中正路）是大園至龍潭十一份的道路，大致以西北—東南走向轉縱向走向經過本地區東北部邊界地帶。由此道路向西北轉北可前往中壢、青埔、大園等地，向南可前往三角林、十一份並止於省道台3乙線路口。